# Hallandale Beach
Hallandale Beach es una ciudad ubicada en el condado de Broward en el estado estadounidense de Florida. En el Censo de 2020 tenía una población de 41,217 habitantes y una densidad poblacional de 3.778,14 personas por km².

## Geografía
Hallandale Beach se encuentra ubicada en las coordenadas 25°58′0″N 80°8′25″O / 25.96667, -80.14028. Según la Oficina del Censo de los Estados Unidos, Hallandale Beach tiene una superficie total de 12 km², de la cual 10.92 km² corresponden a tierra firme y (9.04%) 1.09 km² es agua.

## Demografía
Según el censo de 2010, había 37.113 personas residiendo en Hallandale Beach. La densidad de población era de 3.092,23 hab./km². De los 37.113 habitantes, Hallandale Beach estaba compuesto por el 73.67% blancos, el 18.72% eran afroamericanos, el 0.21% eran amerindios, el 1.43% eran asiáticos, el 0.03% eran isleños del Pacífico, el 3.35% eran de otras razas y el 2.58% pertenecían a dos o más razas. Del total de la población el 31.82% eran hispanos o latinos de cualquier raza.